# Cottus haemusi
Cottus haemusi és una espècie de peix pertanyent a la família dels còtids.

## Descripció
- Fa 10 cm de llargària màxima.[4][5]

## Hàbitat
És un peix d'aigua dolça, bentopelàgic i de clima temperat.

## Distribució geogràfica
Es troba a Europa: conca del riu Danubi a Bulgària.

## Observacions
És inofensiu per als humans.